# دانا وليامز
دانا وليامز (بالإنجليزية: Dana Williams) هو لاعب كرة قاعدة أمريكي، ولد في 20 مارس 1963 في ويرتون في الولايات المتحدة.